# John Evan Thomas
John Evan Thomas (15. ledna 1810 – 9. října 1873) byl velšský sochař. Narodil se v Breconu a později se usadil v Londýně. Tady také studoval a jedním z jeho učitelů byl například Francis Leggatt Chantrey. Počínaje rokem 1831 vytvářel církevní sochy v rodném Walesu. Je také autorem soch řady šlechticů, jakými byli například Robert Stewart, Arthur Wellesley a Albert Sasko-Kobursko-Gothajský. Zemřel v Londýně roku 1873.